# Paracles flavescens
Paracles flavescens är en fjärilsart som beskrevs av William Schaus 1896. Paracles flavescens ingår i släktet Paracles och familjen björnspinnare. Inga underarter finns listade i Catalogue of Life.